# Синий дом
Чхонвадэ (кор. 청와대) или Синий дом (в русском языке также распространён искажённый вариант Голубой дом) — официальная резиденция президента Южной Кореи. Построен в корейском традиционном стиле. Посещение Чхонвадэ входит во многие экскурсионные программы по Сеулу.
Синий дом построен на месте королевского сада династии Чосон (1392—1897). Резиденция находится в районе Чонногу в Сеуле. «Синий дом» на деле является комплексом зданий, построенных в основном в традиционном корейском архитектурном стиле с некоторыми современными элементами. Весь комплекс занимает около 250 000 м².

## История
На месте Чхонвадэ находилась королевская вилла в Ханьяне, южной столице династии Корё (918—1392). Она была построена королем Сукчоном (годы правления 1095—1105) в 1104 году. Основная столица Корё находилась в Кэсоне. Кроме того, здесь находилась западная столица Пхеньян, и восточная столица Кёнджу. После того, как династия Чосон (1392—1897) перенесла свою столицу в Ханьян, Кёнбоккун был построен в 1395 году, на четвертом году правления короля Тэджона (годы правления: 1392—1398) в качестве главного дворца, а королевская вилла стала задней частью сада дворца. Он использовался как площадка для сдачи экзаменов на государственную службу и военной подготовки.
После аннексии Японией Корейской империи в 1910 год генерал-губернатор Кореи использовал Кёнбоккун (дворец Кёнбок) основания для Генерального правительства здания. В июле 1939 года Япония построила официальную резиденцию и служебные помещения генерал-губернатора на месте Чхонвадэ. С учреждениями Республики Корея в 1948 году президент Сынгман Ри назвал здание «Кёнмудэ» кор. 경무대, ханча: 景 武 臺 , что было названием одного из немногих старых зданий, где раньше была официальная резиденция. Он использовал его как свой офис и место жительства. Президент Юн Бо Сон изменил название на «Чхонвадэ» после инаугурации в 1960 году.
В 1968 году северокорейские агенты почти достигли здания, пытаясь убить президента Пак Чон Хи во время рейда в Синем доме. В последовавшей схватке были убиты 28 северокорейцев, 26 южнокорейцев и четыре американца. Самый высокопоставленный перебежчик из Северной Кореи утверждал в интервью BBC, что однажды агент из его страны внедрился и проработал в Синем доме шесть лет. Впоследствии ему удалось вернуться на родину.
Президенты Пак Чон Хи, Чхве Гю Ха и Чон Ду Хван использовали здание и как свой офис, и как официальную резиденцию. Пока президент Ро Дэ У находился у власти, были построены новое офисное здание, официальная резиденция и пресс-центр под названием Чунчу-гван. Главное офисное здание было открыто в апреле 1991 года. В 1993 году во время президентства Ким Ён Сама здание, построенное Японией для официальной резиденции, было разобрано.

## Галерея

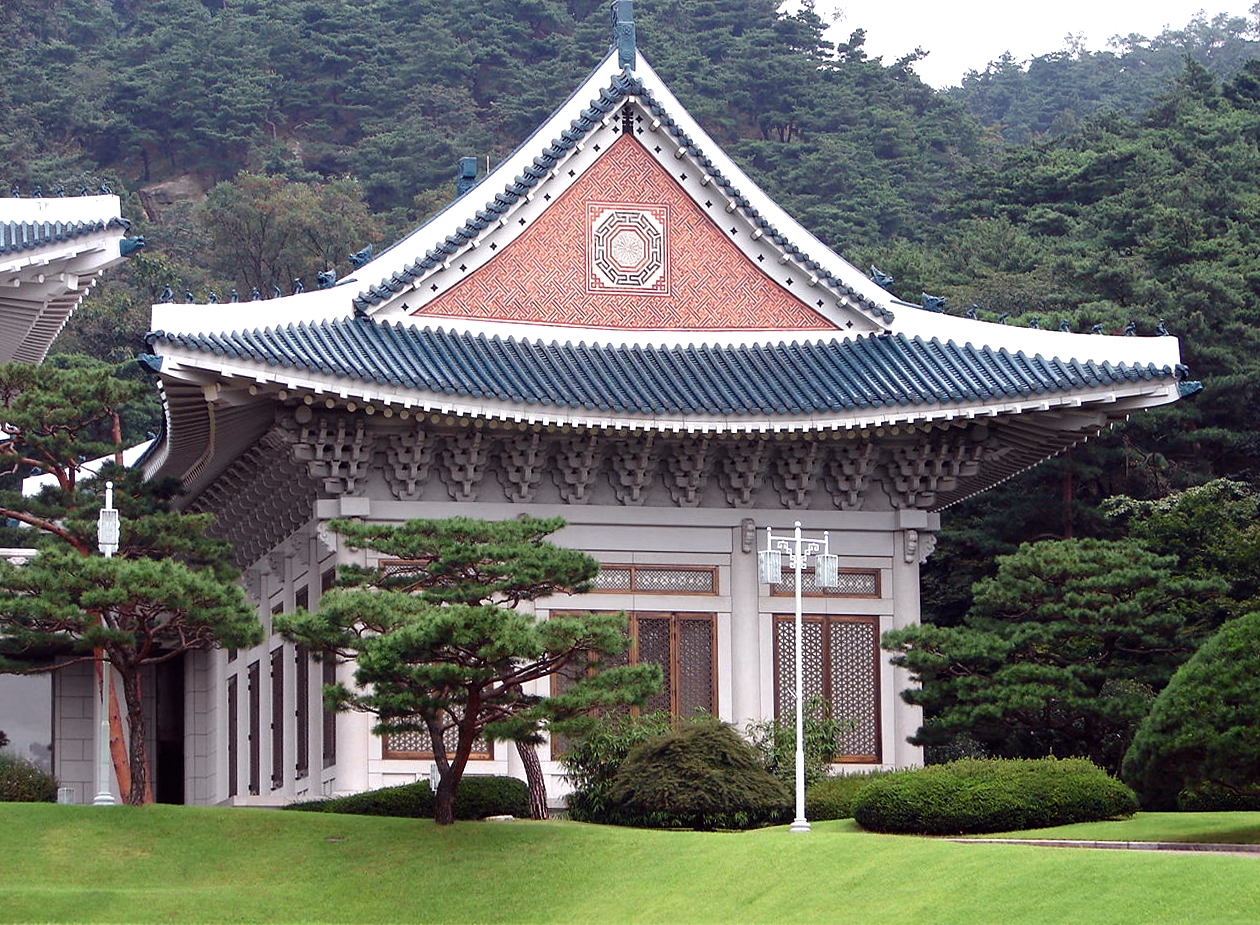
Одно из зданий центра приёмов Чхонвадэ
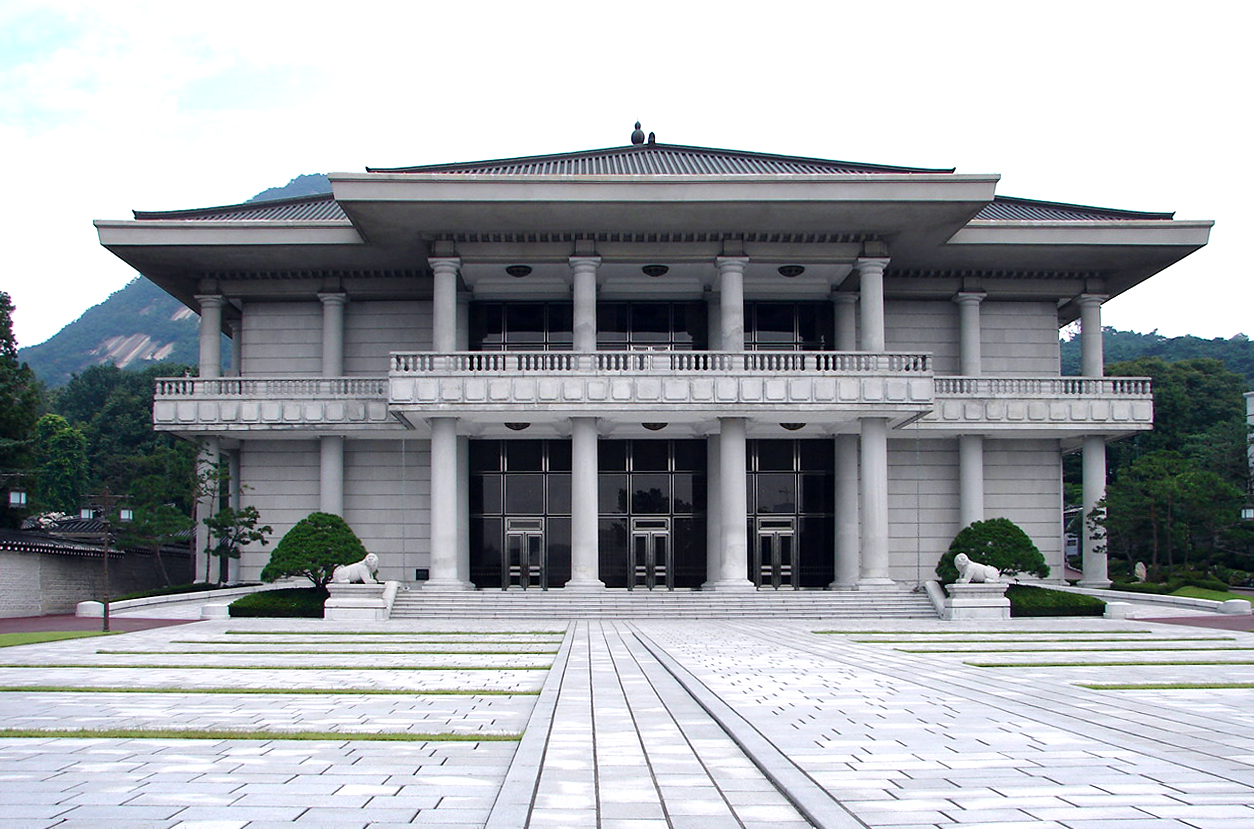
Здание 1978 года для конференций, приёма гостей и официальных мероприятий
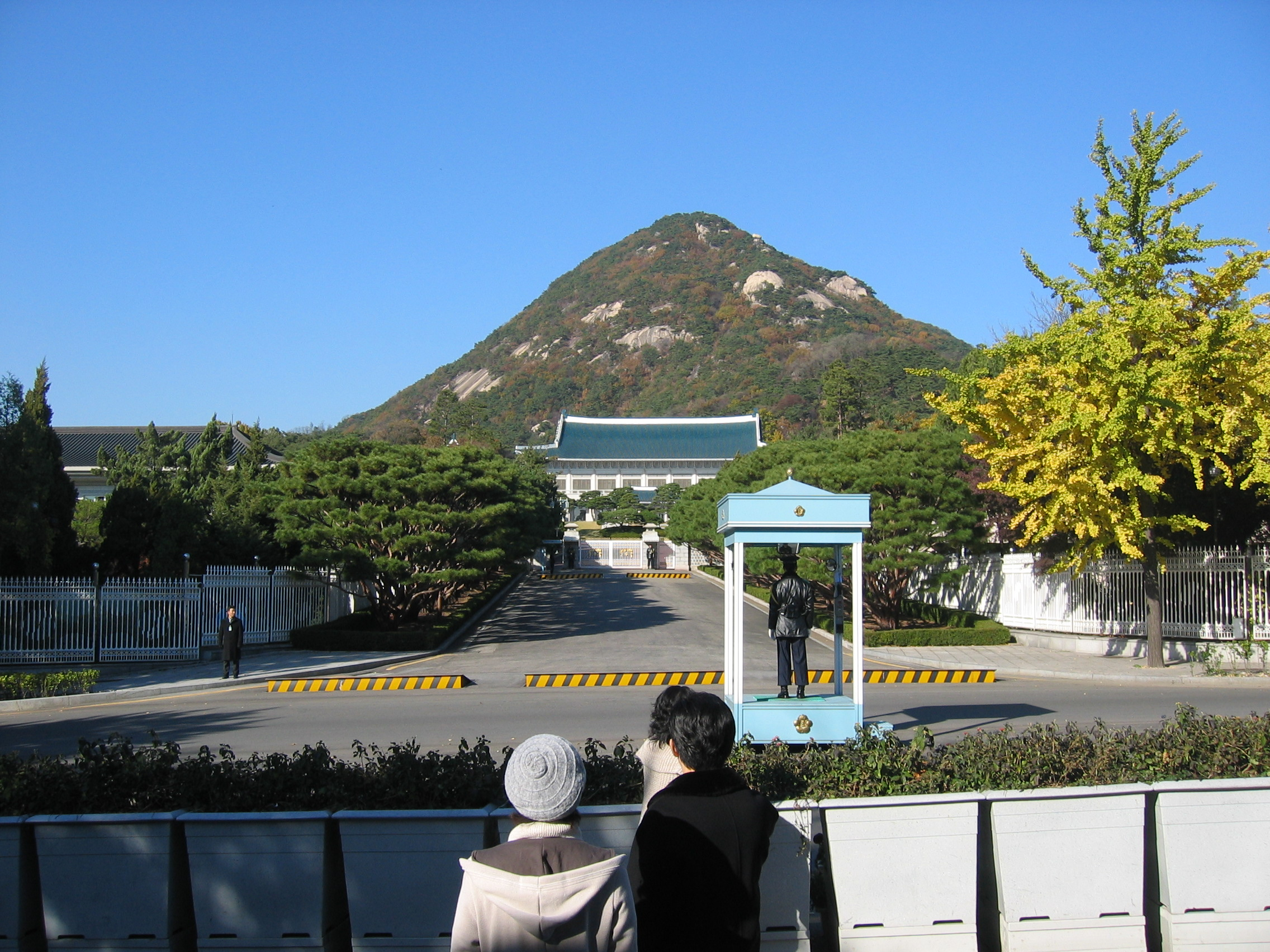
У входа на территорию Синего дома
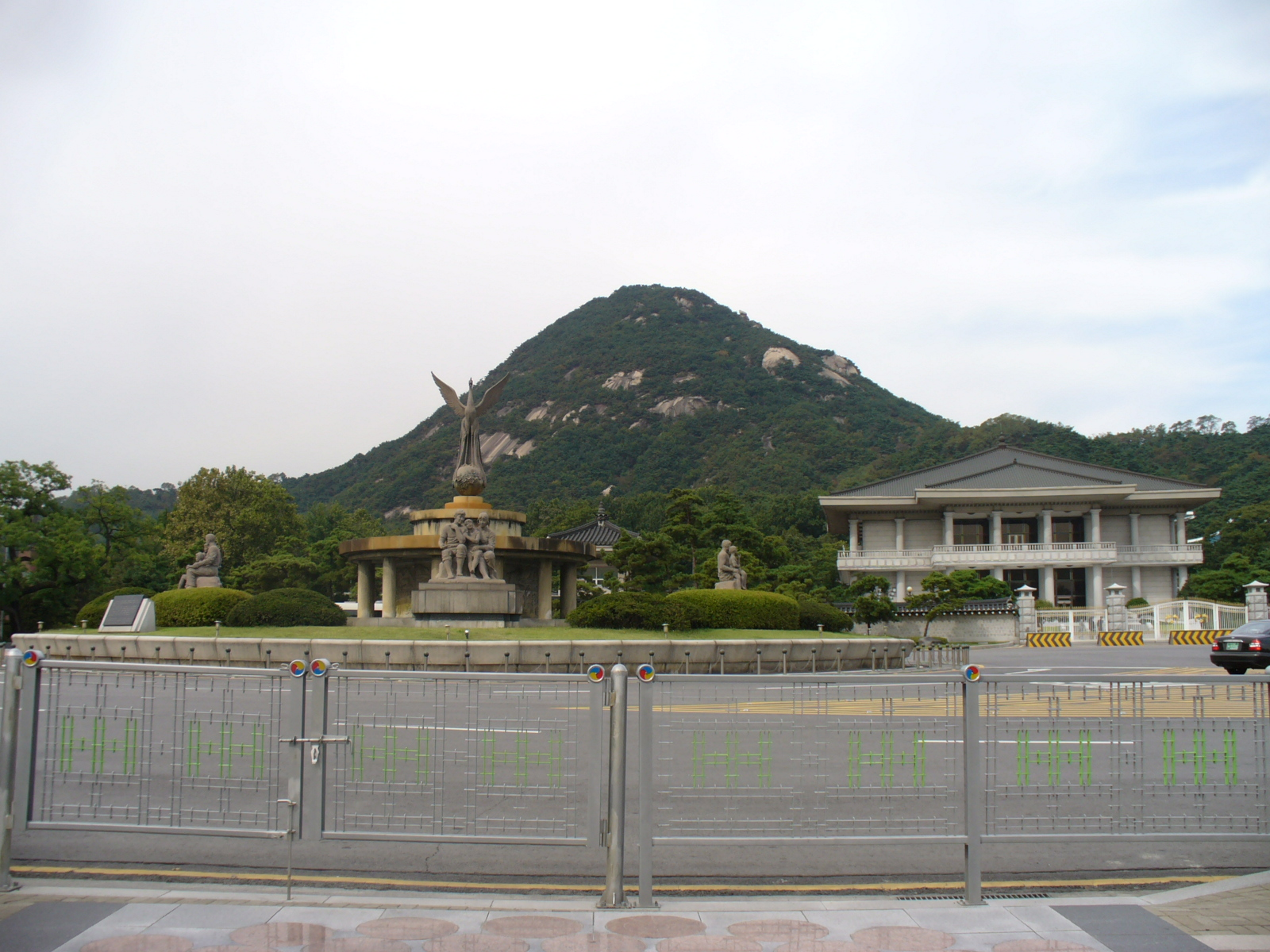
У входа на территорию Синего дома
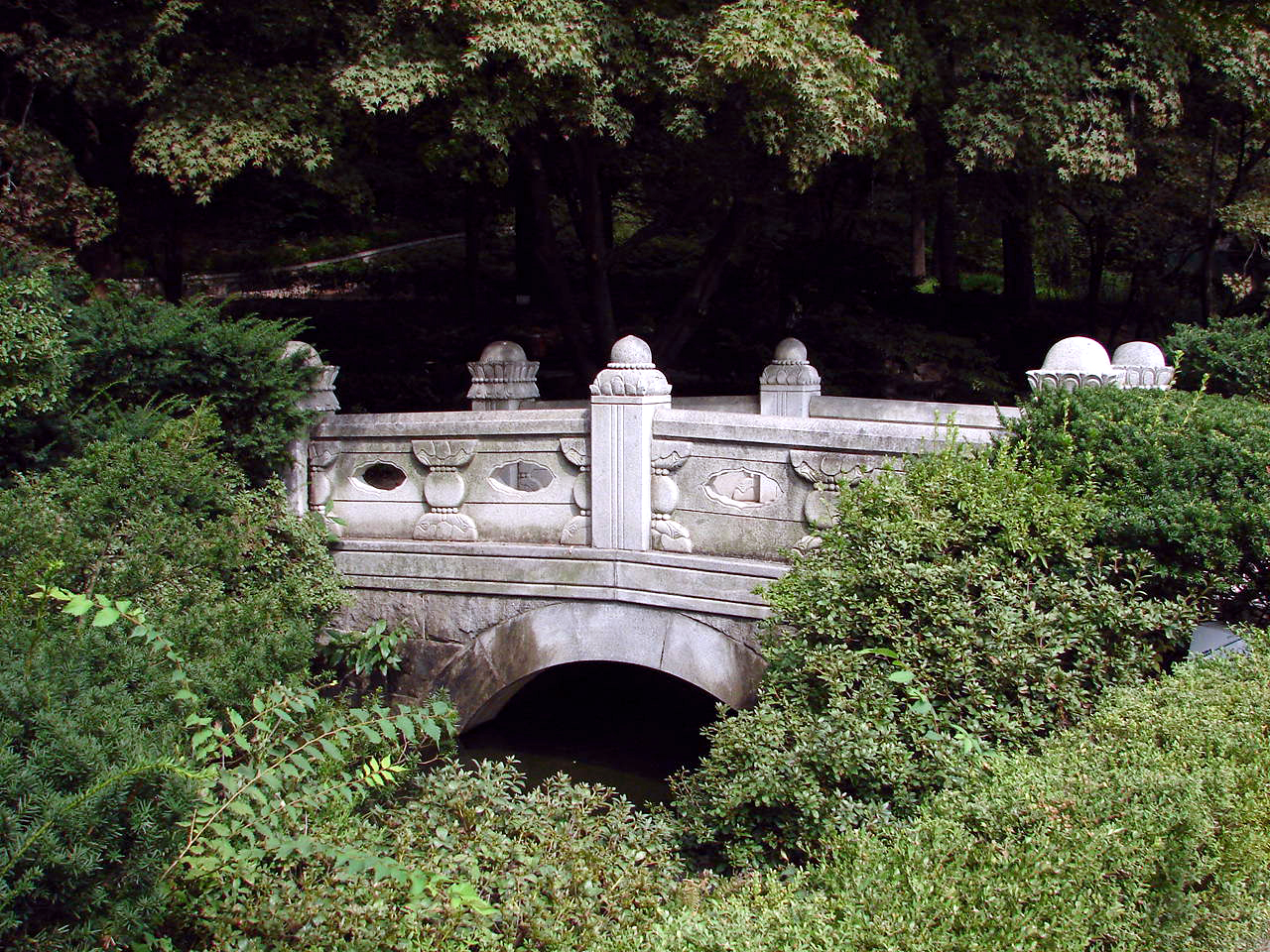
Мост, соединяющий сад с центром приёмов
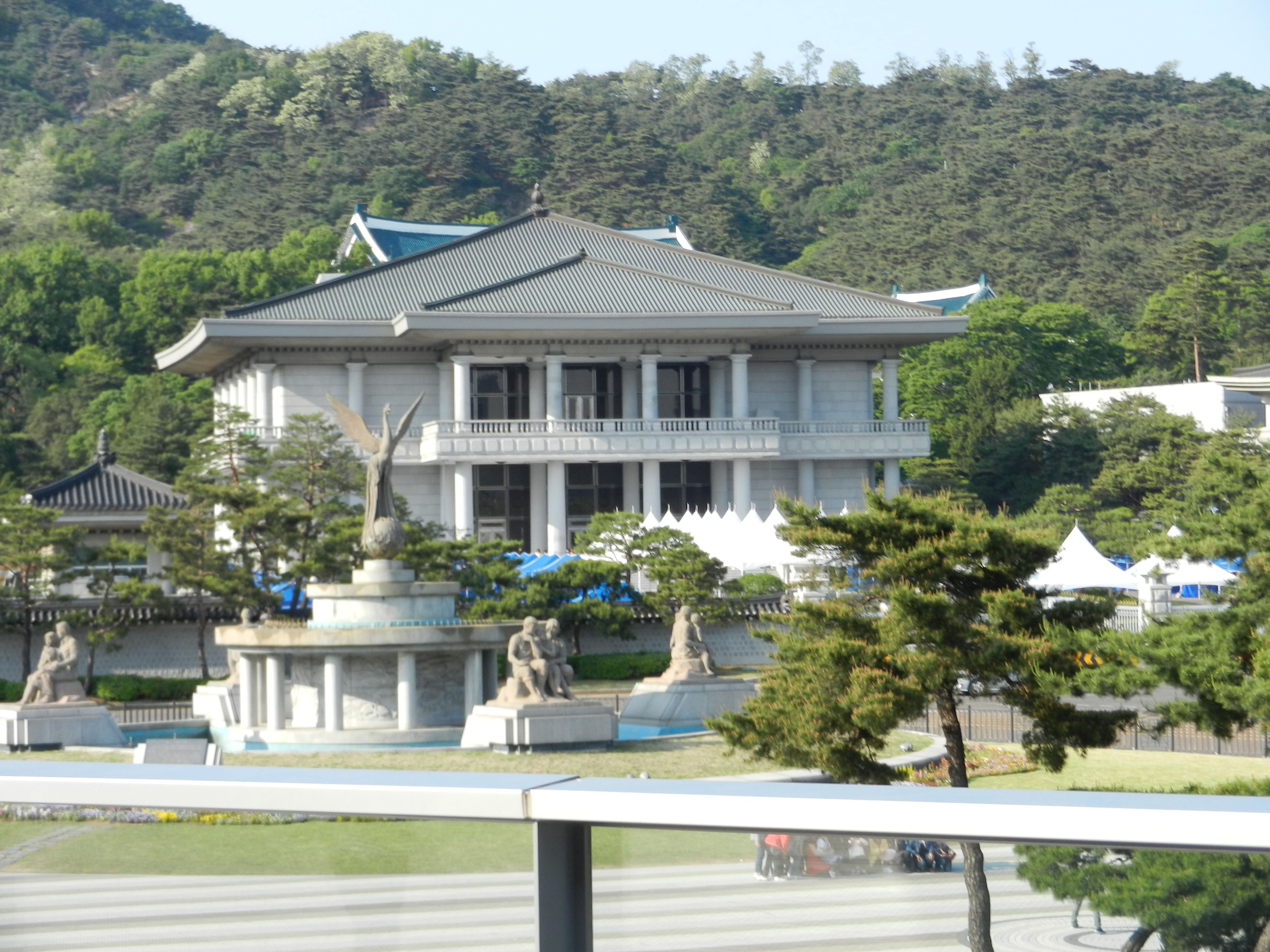
Вид с балкона туристического центра
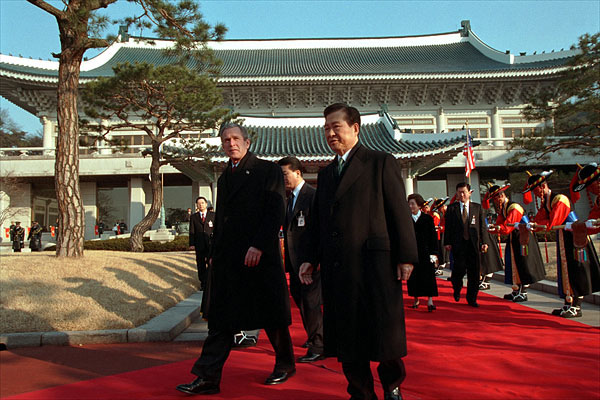
Президент Джордж Буш в Синем доме в феврале 2002 года
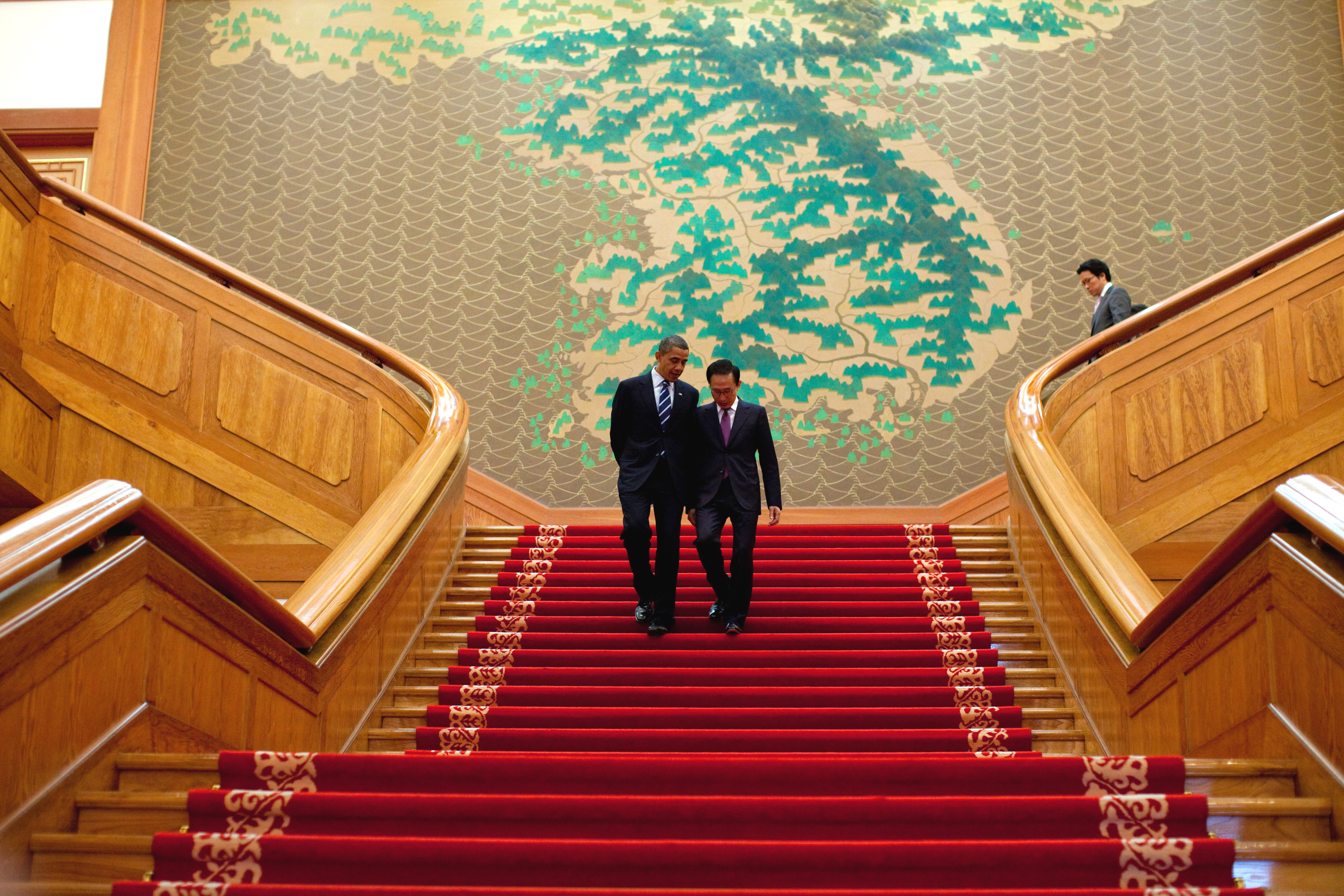
Президенты Барак Обама и Ли Мён Бак в Синем доме в ноябре 2010 года
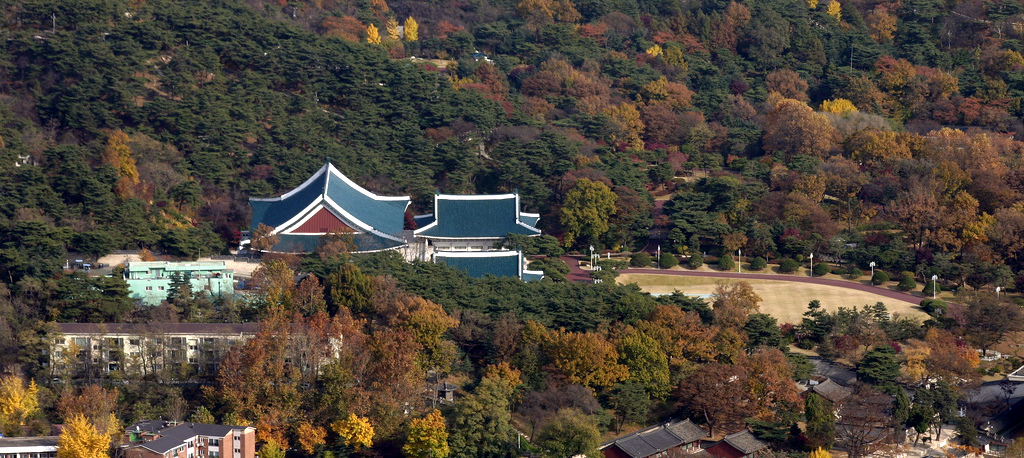
Памятник на дороге перед Синим домом, административное здание на заднем плане
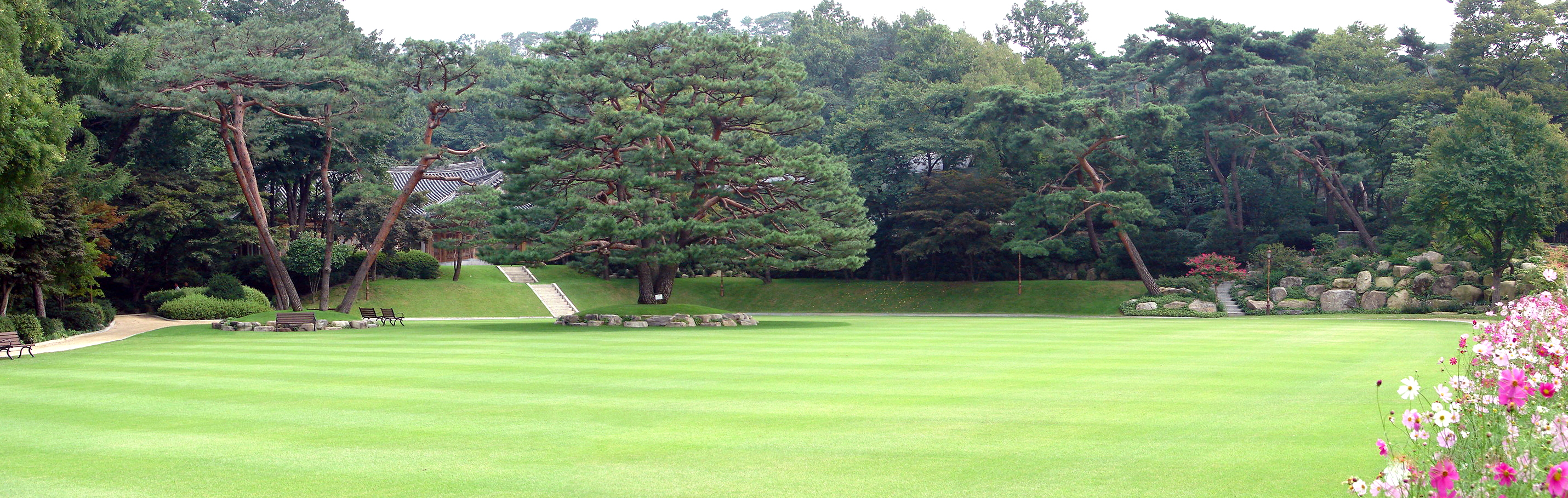
Сады на территории центра приёмов Чхонвадэ

## В популярной культуре
- Ирис (2009) Iris (драма KBS)
- Большая вещь (2010) Big Thing (драма SBS)
- Городской охотник (2011) City Hunter (драма SBS)
- Король амбиций (2013) King of Ambition … 2015 Сборка (драма KBS)
- Бродяга (2019) Vagabond (драма канала SBS)
- Назначенный выживший, 2019 год : 60 дней (драма tvN)